# Vrchovina (Skořenice)
Vrchovina je osada u Skořenic. Nachází asi dva kilometry severovýchodně od města Choceň v okrese Ústí nad Orlicí v Pardubickém kraji. V údolí pod osadou  protéká Teplický potok neboli Teplice a na něm jsou vybudovány tři rybníky, např. Horní Vrchovina a Dolní Vrchovina. Působí zde Rybářský Spolek Vrchovina.

## Název
Názvy vsí typu Vrchovina jsou odvozovány z obecného jména vrchovina označujícího vrchoviště nebo pramen a v pozdějších dobách také obecně hornatou zemi. V historických pramenech se jméno objevuje ve tvarech: z Lazec (1440), ves Lazicze jinak Wrchowinu (1559), Wrchowina (1837), Vrchovina (1895) a Vrchoviny (1932).

## Historie
První písemná zmínka o vesnici pochází z roku 1440. Původně se zde nacházel panský dvůr s rozsáhlými polnostmi, patřící k choceňskému panství. Ve druhé polovině 20. století zde vznikl drůbežářský podnik. V jeho areálu sídlí distribuční centrum společnosti Vodňanská drůbež z holdingu Agrofert.